# Antro

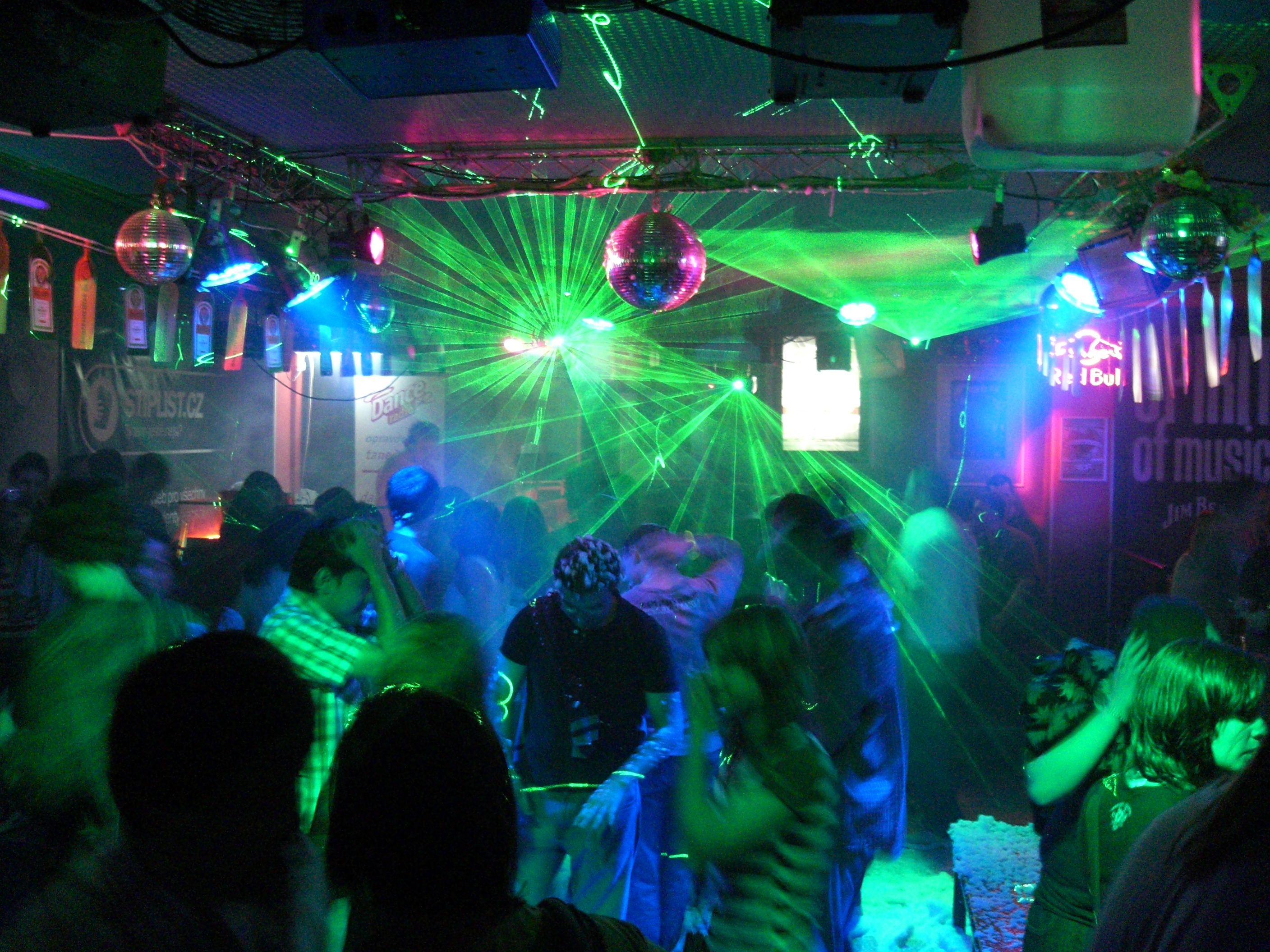
Antro en Praga.

Antro es un nombre alternativo en algunos países de Hispanoamérica con el que se conoce a los clubes nocturnos, discotecas, bares, y otros, comunes del mundo desarrollado. Los antros son lugares donde los concurrentes pueden bailar, socializar o consumir bebidas alcohólicas y, en general, tienen el entretenimiento como objetivo.
El término se usa tradicionalmente con carácter despectivo para referirse a ciertos lugares de ocio y entretenimiento de mala reputación, haciendo referencia a las pocas comodidades que ofrecen a la clientela, las prácticas al margen de la ley que en ellos puedan darse, el tipo de gente que lo frecuenta (usualmente asociada a la delincuencia o bien a las clases sociales bajas) o, simplemente, por su aspecto sombrío, lóbrego o semioculto.

## Etimología
La palabra en español antro (derivada del latín antrum y éste a su vez del griego ἄντρον, antron caverna, cueva, gruta) tiene dos acepciones. La primera denota una cueva en el sentido geográfico. La segunda denota una expresión peyorativa, como en las expresiones "antro de perdición" o "antro de mala muerte". La Real Academia Española define antro también como "un local, establecimiento, vivienda, etc. de mal aspecto y reputación".

## Otros usos
En México y Chile, el término evolucionó para denominar a lugares que no necesariamente entran en la definición de la RAE. En ocasiones son lo contrario de su significado inicial y en muchos casos se trata de lugares de reputación donde acude el público a socializar y divertirse. En la ciudad de San Antonio en los Estados Unidos, existe un lugar de esparcimiento de este tipo con el nombre Club Antro.
En la actualidad el término ha generado una verbalización del substantivo antro, generando así el infinitivo antrear, por ejemplo en la frase ¡Voy a antrear esta noche! Este verbo forma parte del uso cotidiano en el vocabulario de algunos lugares hispanohablantes.

## Música
La música de este tipo de lugares varía mucho según el país o la región donde se encuentren y qué tipo de establecimientos sean (discoteca, bar, etc.), por lo que puede haber distintos tipos de antros en una misma ciudad. Mientras tradicionalmente los bares suelen estar más orientados al rock and roll o, en Estados Unidos, también al country, el blues o el rap, las discotecas presentan gran variedad musical, aunque algunas en particular suelen estar más orientadas a algún género en particular, como música electrónica, cumbia (en Argentina, Bolivia, México, Paraguay, Perú, etc.), funk (en Brasil), reggae, reguetón, etc.
También por ejemplo en los table dance de Europa suele haber música electrónica de moda a lo largo de la noche, tocada y mezclada por el DJ de turno, aunque también se estila que después de unas horas de música electrónica, se cambie el género por diferentes variantes que pueden ser reguetón y salsa, entre otros.